# Thomas Klicka
Thomas Klicka (* 12. Juni 1963 in Wien) ist österreichischer Rechtswissenschaftler.

## Leben
Ab 1981 studierte er Rechtswissenschaft an der Universität Wien. Nach der Promotion 1988 und der Habilitation 1994 wurde er 1996 Professor für Bürgerliches Recht, Zivilprozessrecht und Rechtsvergleichung an der Universität Münster.

## Schriften (Auswahl)
- Bestimmtheit des Begehrens bei Leistungsklagen. Wien 1989, ISBN 3-214-07901-8.
- Die Beweislastverteilung im Zivilverfahrensrecht. Eine Untersuchung der dogmatischen Grundlagen der Beweislast, dargestellt an verfahrensrechtlichen Tatbeständen. Wien 1995, ISBN 3-214-06922-5.
- mit Paul Oberhammer und Tanja Domej: Außerstreitverfahren. Wien 2014, ISBN 978-3-214-09024-1.
- mit Astrid Deixler-Hübner: Zivilverfahren. Erkenntnisverfahren und Grundzüge des Exekutions- und Insolvenzrechts. Wien 2020, ISBN 3-7007-7599-7.